# Малышево (Курганская область)
Малышево — село в Альменевском районе Курганской области России. Административный центр Малышевского сельсовета.

## География
Село находится на юго-западе Курганской области, на берегу одноимённого озера, на расстоянии примерно 8 километров (по прямой) к западу-юго-западу (WSW) от села Альменево, административного центра района. Абсолютная высота — 176 метров над уровнем моря.

## История
Решением Курганского облисполкома № 434 от 9 декабря 1963 года п.ф. № 2 Катайского совхоза переименована в д. Малышева.
19 декабря 1973 года образован Малышевский сельсовет, выделен из Шариповского сельсовета.
Постановлением правительства РФ от 18 апреля 2013 года N 355 село Малышева переименовано в село Малышево.

## Население
| 1989 | 2002 | 2010 |
| ---- | ---- | ---- |
| 755  | ↘600 | ↘441 |

Гендерный состав
По данным Всероссийской переписи населения 2010 года в гендерной структуре населения мужчины составляли 49,2 %, женщины — соответственно 50,8 %.
Национальный состав
Согласно результатам переписи 2002 года, в национальной структуре населения русские составляли 32 %, башкиры — 30 %.

## Инфраструктура
В селе функционируют начальная общеобразовательная школа, фельдшерско-акушерский пункт, сельский клуб, библиотека и отделение Почты России.

## Улицы
Уличная сеть села состоит из 8 улиц.

## Транспорт
Вблизи села проходит автодорога Р328 Шумиха—Усть-Уйское.